# Козьяков, Николай Ефимович
Никола́й Ефи́мович Козьяко́в (1914—1977) — гвардии майор Советской Армии, участник Великой Отечественной войны, Герой Советского Союза (1944).

## Биография
Николай Козьяков родился 15 июля 1914 года в селе Чернава (ныне — Измалковский район Липецкой области). После окончания семи классов школы и Елецкого дорожно-строительного училища работал дорожным мастером в Бейделевском районе Белгородской области. В октябре 1934 года Козьяков был призван на службу в Рабоче-крестьянскую Красную Армию. В 1938 году он окончил Тамбовское пехотное училище, в 1940 году — Чкаловскую военную авиационную школу летнабов. Участвовал в боях советско-финской войны. С первого дня Великой Отечественной войны — на её фронтах, летал в составе экипажа гвардии капитана Алексея Сидоришина. В октябре 1941 года был сбит, но выжил и был подобран советскими частями. Участвовал в Сталинградской битве, освобождении Украинской ССР.
К июлю 1944 года гвардии капитан Николай Козьяков был штурманом звена 10-го гвардейского авиаполка дальнего действия 3-й гвардейской авиадивизии 3-го гвардейского авиакорпуса АДД СССР. К тому времени он совершил 304 боевых вылета.
Указом Президиума Верховного Совета СССР от 19 августа 1944 года за «проявленные героизм, мужество и отвагу» гвардии капитан Николай Козьяков был удостоен высокого звания Героя Советского Союза с вручением ордена Ленина за номером 19081 и медали «Золотая Звезда» за номером 3988.
После окончания войны Козьяков продолжил службу в Советской Армии. В 1950 году он окончил Высшую лётно-тактическую школу. В 1956 году в звании майора Козьяков был уволен в запас. Проживал в городе Жданов (ныне — Мариуполь), работал в газовой отрасли, активно занимался общественной деятельностью. Умер 21 марта 1977 года, похоронен в Мариуполе.

## Награды
- Медаль «Золотая Звезда» Героя Советского Союза;
- два ордена Ленина;
- четыре ордена Красного Знамени;
- орден Красной Звезды;
- медали[1].